# Lista telefonów marki Nokia
Lista telefonów marki Nokia – lista wyprodukowanych telefonów komórkowych przez firmę Nokia. Modele wyprodukowane pod marką Nokia.

## Serie i ich opisy
- Nokia 1006
- Nokia 1100
- Nokia 1101
- Nokia 1108
- Nokia 1110
- Nokia 1100i
- Nokia 1101i
- Nokia 1112
- Nokia 1200
- Nokia 1202
- Nokia 1203
- Nokia 1208
- Nokia 1209
- Nokia 1220
- Nokia 1221
- Nokia 1260
- Nokia 1261
- Nokia 1280
- Nokia 1600
- Nokia 1650
- Nokia 1616
- Nokia 1661
- Nokia 1662
- Nokia 1680
- Nokia 1800
- Nokia 2220 Slide
- Nokia 2310 – nie posiada slotu do karty pamięci oraz aparatu cyfrowego.
- Nokia 2320 Classic
- Nokia 2323 Classic
- Nokia 2330 Classic
- Nokia 2355 – Telefon z 2005 roku
- Nokia 2365i
- Nokia 2600 – telefon z 2004 roku.
- Nokia 2600 Classic
- Nokia 2610 – model z grudnia 2006 roku, posiada klienta e-mail i aplikację Java.
- Nokia 2626 – model z 2006 roku.
- Nokia 2630 – model z 2006 roku, posiada Bluetooth (w tym A2dp).
- Nokia 2650 – model z 2005 roku, wyróżnia się nietypowym kształtem.
- Nokia 2651 – telefon z 2004 roku.
- Nokia 2652 – telefon z 2005 roku, posiada GPRS, MMS, Java, alarm wibracyjny i polifonie.
- Nokia 2660
- Nokia 2680 Slide – dwuzakresowy telefon z 2008 roku, wyposażony w technologię Nokia Xpress Audio Messaging umożliwiająca nagrywanie i edycję wiadomości „w locie”.
- Nokia 2690
- Nokia 2700 Classic – telefon z 2009 roku, pozwala na odtwarzanie licznych formatów muzycznych.
- Nokia 2710 Navigation Edition
- Nokia 2720 Fold
- Nokia 2730 Classic
- Nokia 2760 – telefon z 2007 roku.
- Nokia 2855
- Nokia 2865i
- Nokia 3100 – model wyposażony w fluorescencyjną obudowę.
- Nokia 3108
- Nokia 3109
- Nokia 3110
- Nokia 3110 Classic – model z 2006 roku.
- Nokia 3110 Evolve
- Nokia 3120 – telefon z 700 KB pamięci systemowej.
- Nokia 3120 Classic
- Nokia 3128 – Telefon z 2004 roku
- Nokia 3200 – telefon z 2003 roku wyróżniający się nietypowym kształtem.
- Nokia 3208
- Nokia 3220 – ulepszona wersja Nokii 3200.
- Nokia 3230 – telefon z 2004 roku wyposażony w aparat cyfrowy, dzwonki polifoniczne.
- Nokia 3250 XpressMusic
- Nokia 3300 – muzyczny telefon z wyświetlaczem rodem z Nokii 6610i. Następca Nokii 5510.
- Nokia 3500 Classic
- Nokia 3510i – jedyna różnica względem wersji 3510 to kolorowy wyświetlacz i gry java
- Nokia 3530
- Nokia 3555
- Nokia 3600
- Nokia 3600 Slide
- Nokia 3610 Fold
- Nokia 3650 – posiada wyświetlacz z 4096 kolorami vga[1]
- Nokia 3660 – model z systemem operacyjnym Symbian 6.1, nowsza wersja Nokii 3650 wyświetlającą większą liczbę kolorów na wyświetlaczu oraz posiadająca inny układ klawiszy.
- Nokia 3710 Fold
- Nokia 3720 Classic
- Nokia 5000 − telefon podobny do Nokii 5320 występował w wielu odmianach kolorystycznych.
- Nokia 5030 − kolorowy telefon z radiem − seria Xpress uzupełniał serie tych Nokii jako najtańsza propozycja.
- Nokia 5070 – telefon z 2007 roku, wyposażony w IrDA i aparat cyfrowy.
- Nokia 5100 − następca Nokii 5140 − bogata paleta obudów.
- Nokia 5130 XpressMusic - następca Nokii 5220, trochę lepszy aparat i rozwiązania ergonomii.
- Nokia 5140 − następca Nokii 5210, posiadał kolorowy wyświetlacz, latarkę i termometr.
- Nokia 5140i – telefon z serii N40, zaprojektowany dla sportowców.
- Nokia 5200 – telefon z 2006 roku, dostosowany głównie jako odtwarzacz muzyczny.
- Nokia 5220 XpressMusic – telefon muzyczny o nietypowej, nierównomiernej bryle.
- Nokia 5300 XpressMusic
- Nokia 5310 XpressMusic
- Nokia 5320 XpressMusic – telefon z 2008 roku.
- Nokia 5330
- Nokia 5330 Mobile TV Edition − wspierający standard DVB-H[2]
- Nokia 5500 Sport − ostatni telefon z serii rugged,y następca 5100/5140.
- Nokia 5610 XpressMusic
- Nokia 5630 XpressMusic
- Nokia 5700 XpressMusic
- Nokia 5730 XpressMusic
- Nokia 6010
- Nokia 6020 – model z 2004 roku, wyposażony w funkcję Push and Talk.
- Nokia 6021 – podobny do Nokii 6020, w przeciwieństwie do niego nie ma aparatu cyfrowego, ale posiada Bluetooth.
- Nokia 6030 – model z 2005 roku.
- Nokia 6060
- Nokia 6070 – telefon z 2006 roku.
- Nokia 6080 – telefon z 2006 roku[3]
- Nokia 6085
- Nokia 6086 – jeden z pierwszych, wspierających technologię Generic Access Network (GAN) telefon Nokii.
- Nokia 6100 – telefon posiada ograniczoną obsługę wysyłanie MMS-ów i wymiany plików za pomocą podczerwieni.
- Nokia 6101
- Nokia 6103 – telefon z 2006 roku.
- Nokia 6108
- Nokia 6110 Navigator
- Nokia 6111
- Nokia 6120 Classic – posiada dwa aparaty cyfrowe.
- Nokia 6121
- Nokia 6124
- Nokia 6125
- Nokia 6126
- Nokia 6131 – model z 2006 roku.
- Nokia 6133
- Nokia 6136
- Nokia 6151 – posiada 30,2 MB pamięci, można rozszerzyć pamięć za pomocą kart pamięci do 2GB.
- Nokia 6170
- Nokia 6175i
- Nokia 6208 Classic
- Nokia 6210 Navigator – telefon z 2008 roku dostosowany do podróży.
- Nokia 6212 Classic
- Nokia 6216 Classic
- Nokia 6220 Classic – telefon z 2008 roku, wyposażony w Operę Mini i w wyszukiwarkę Yahoo!.
- Nokia 6230 – telefon z 2004 roku.
- Nokia 6230i – telefon z 2005 roku.
- Nokia 6233 – posiada aparat telefoniczny, rozdzielczość min. 160x120 do max. 1600 x 1200 pikseli, dwa tryby robienia zdjęć (standardowy i nocny), cyfrowa funkcja zbliżania x16, samowyzwalacz oferujący kilka trybów.
- Nokia 6234
- Nokia 6260 – telefon z 2004 roku.
- Nokia 6260 Slide
- Nokia 6263
- Nokia 6265i – model z 2006 roku, pozwalał na nagrywanie głosu dyktafonem do 3 minut.
- Nokia 6267
- Nokia 6270
- Nokia 6280 – model z 2005 roku.
- Nokia 6282
- Nokia 6288 – model z 2006 roku, pozwalał na wideorozmowy.
- Nokia 6290
- Nokia 6300 – obudowa metalowa wysoki połysk. Posiadał opcje rozszerzenia pamięci poprzez kartę trans Flash (micro SD), aparat 2mpix.
- Nokia 6300i – poprawiona wersja 6300. Bardzo niska sprzedaż, tylko jeden rodzaj obudowy (szary), niższy pobór mocy z baterii pozwał uzyskać poprawę czasu czuwania z 3 do 5 dni.
- Nokia 6301
- Nokia 6303 Classic – metalowa obudowa (korpus plastik), aparat 3.2 mpix z doświetlającą lampą. Na rynku europejskim telefon występował w dwóch wersjach kolorystycznych: czarna i srebrna. Długi czas pracy na baterii − od 5 do 8 dni w trybie czuwania.
- Nokia 6303i Classic – zmiany w oprogramowaniu, nowe wersje obudowy.
- Nokia 6350
- Nokia 6500 Classic – telefon z 1 GB pamięci systemowej.
- Nokia 6500 Slide – model z 2008 roku.
- Nokia 6555
- Nokia 6600 – telefon z 2003 roku, wyposażony w system operacyjny Symbian 7.0.
- Nokia 6600 Slide
- Nokia 6600 Fold
- Nokia 6610 – telefon z 2002 roku.
- Nokia 6610i – udoskonalona wersja Nokii 6610 z większą ilością pamięci i ze zbudowanym aparatem cyfrowym.
- Nokia 6620
- Nokia 6630 – aparat pozwala na kręcenie filmów o długości do godziny.
- Nokia 6650
- Nokia 6650 Fold – pozwala na zaawansowaną pracę na załącznikach mailowych.
- Nokia 6670 − oryginalne wzornictwo, oryginalny kształt oraz kilka wzorów i kolorów obudowy do wyboru
- Nokia 6680 – model z 2005 roku.
- Nokia 6681
- Nokia 6682
- Nokia 6682 RVI
- Nokia 6700 Classic – model z 2009 roku.
- Nokia 6700 Slide
- Nokia 6708 – telefon z 2005 roku.
- Nokia 6710 Navigator
- Nokia 6720 Classic
- Nokia 6730 Classic
- Nokia 6750
- Nokia 6760 Slide
- Nokia 6788
- Nokia 6790 Surge
- Nokia 6800
- Nokia 6810
- Nokia 6820 – telefon z 2004 roku.
- Nokia 6822
- Nokia 7020
- Nokia 7070 Prism
- Nokia 7100 Supernova
- Nokia 7200 – telefon z 2004 roku.
- Nokia 7210 – telefon w dwóch kolorach, błękitnym i różowym[4]
- Nokia 7210 Supernova
- Nokia 7230
- Nokia 7250
- Nokia 7250i
- Nokia 7260
- Nokia 7270
- Nokia 7280
- Nokia 7310 Supernova
- Nokia 7360
- Nokia 7370 – telefon z 2005 roku.
- Nokia 7373
- Nokia 7380
- Nokia 7390
- Nokia 7500 Prism
- Nokia 7510 Supernova
- Nokia 7600 – model z 2003 roku, wyróżniający się nietypowym wyglądem i obudową.
- Nokia 7610 – model z 2004 roku, wyróżniający się nietypowym wyglądem i obudową.
- Nokia 7610 Supernova
- Nokia 7650 – telefon z 2002 roku, z 3,5 MB pamięci systemowej.
- Nokia 7700
- Nokia 7705 Twist
- Nokia 7900 Crystal
- Nokia 7900 Prism
- Nokia 8208
- Nokia 8600 Luna − wersja SLIDE, obudowa z włókna szklanego, pół-przezroczysta klapka. System operacyjny Nokia Os.[5]
- Nokia 8800 – Klasa Premium, bogate wzornictwo obudów i wersji telefonu. Dużo wersji limited edition, obudowa ze stopów metali szlachetnych typ SLIDE. Promowana jako telefon z lepszym dźwiękiem dzwonków.
- Nokia 8801 − wersja US Nokii 8800[6]
- Nokia 8910i – typ SLIDE. Telefon z okresu produkcji Nokii 6100 i 6230 − seria Nokii która miała swój początek jako model 8110.
- Nokia 9210 Communicator – telefon z 2000 roku, wyposażony w kolorowy wyświetlacz. Następca 9110 Communicator. System Symbian.
- Nokia 9300 Communicator – model z 2005 roku, z zainstalowanym pakietem biurowym. Premiera na równi z Nokią 9500, która różniła się jedynie posiadaniem aparatu (9300 go nie miała)
- Nokia 9300i Communicator – nowa wersja Nokii 9300 (różnica w oprogramowaniu, pamięci zew. i zegarze procesora).
- Nokia 9500 Communicator – 2005 r. Rok później wyszła ulepszona wersja 9500i.

### Dotykowe
- Nokia 500
- Nokia 5228
- Nokia 5230 – model z 2009 roku, wyposażony w dotykowy wyświetlacz.
- Nokia 5233
- Nokia 5235
- Nokia 5250
- Nokia 5530 XpressMusic – telefon z serii XpressMusic, wyposażony w żyroskop.
- Nokia 5800 XpressMusic – pierwsze urządzenie z systemem operacyjnym Symbian na platformie S60 z dotykowym wyświetlaczem.
- Nokia 5800 Navigation
- Nokia 7710
- Nokia Oro
- Nokia 808 Pure View

## Nokia Cseries
- Nokia C1-00
- Nokia C1-01 – model z 2010 roku.
- Nokia C1-02
- Nokia C2-00
- Nokia C2-01 – model z 2010 roku.
- Nokia C2-02
- Nokia C2-03
- Nokia C2-06

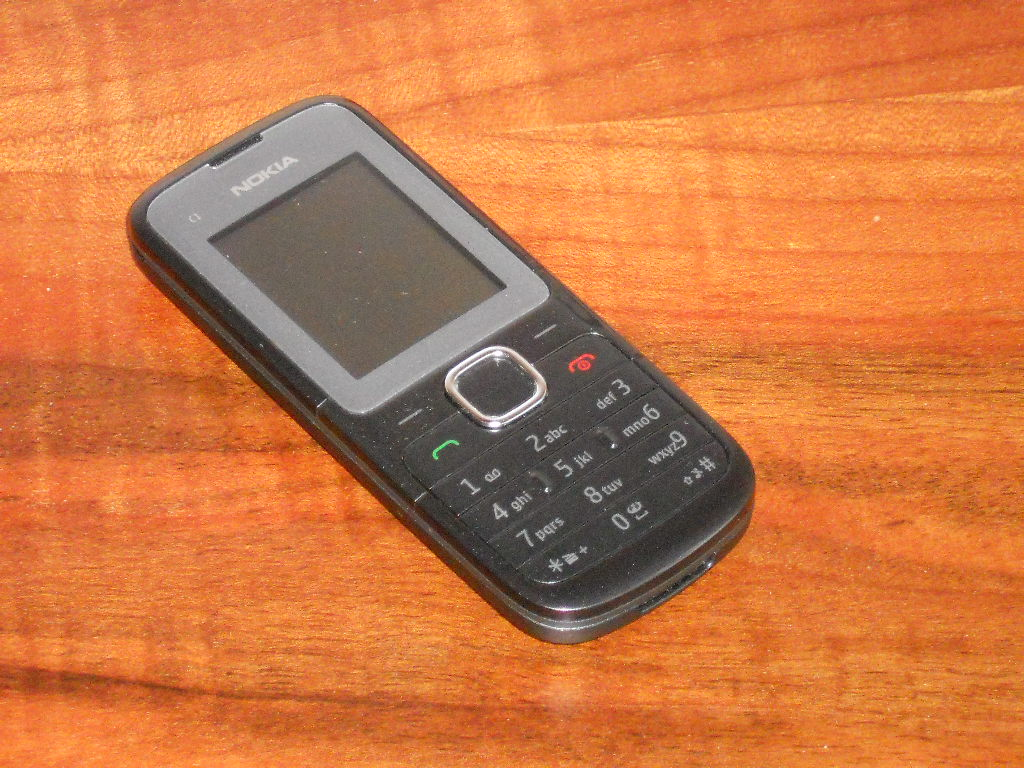
Nokia C1-01

- Nokia C3-00 – pierwszy featurephone Nokii.
- Nokia C3-01 Touch and Type
- Nokia C5 – pierwszy telefon z serii Nokia C-series.

### Dotykowe
- Nokia C5-03 – model z 2010 roku.
- Nokia C5-04
- Nokia C6-00
- Nokia C6-01
- Nokia C7 – telefon z 2010 roku.

## Nokia E

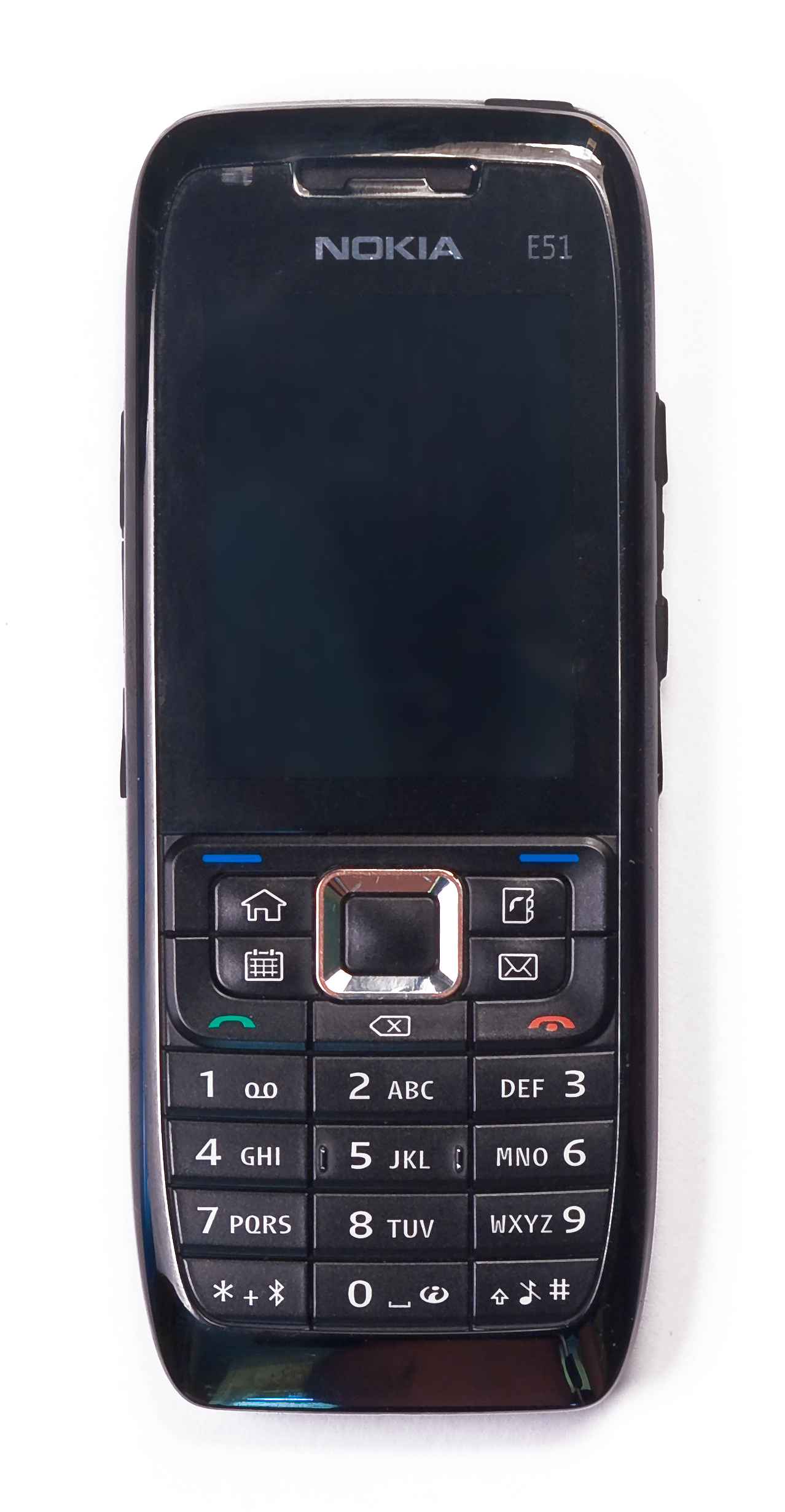
Nokia E51

- Nokia E5
- Nokia E6
- Nokia E50
- Nokia E51
- Nokia E52
- Nokia E55
- Nokia E60
- Nokia E61
- Nokia E62 (na rynek amerykański)
- Nokia E63
- Nokia E65
- Nokia E66
- Nokia E70
- Nokia E71
- Nokia E72
- Nokia E73
- Nokia E90

### Dotykowe
- Nokia E7-00
- Nokia E75

## Nokia N
- Nokia N-Gage
- Nokia N70
- Nokia N71 - Telefon z 2005 roku
- Nokia N72
- Nokia N73
- Nokia N75
- Nokia N76
- Nokia N77
- Nokia N78
- Nokia N79
- Nokia N80
- Nokia N80 Internet Edition
- Nokia N81
- Nokia N81 8GB
- Nokia N82
- Nokia N85
- Nokia N86 8MP
- Nokia N90
- Nokia N91
- Nokia N92
- Nokia N93
- Nokia N93i
- Nokia N95
- Nokia N95 Navi
- Nokia N95 8GB

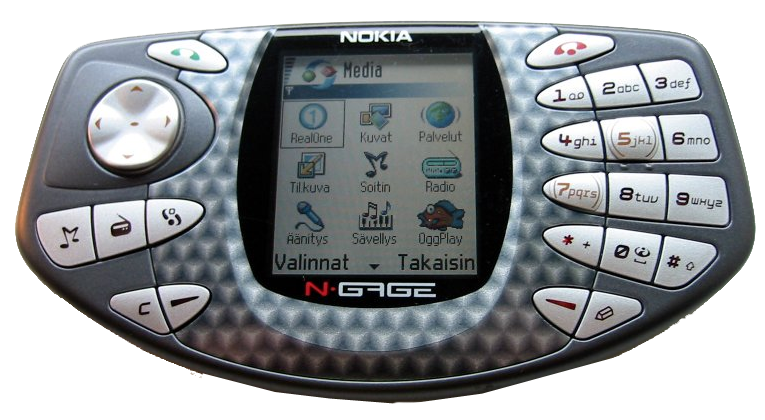
Nokia N-Gage

- Nokia N95-3 NAM (na rynek amerykański)
- Nokia N96

### Dotykowe
- Nokia N8
- Nokia N9
- Nokia N97
- Nokia N97 mini

### Tablety
- Nokia N800
- Nokia N810
- Nokia N900
- Nokia N950

## Nokia X
- Nokia X1-00
- Nokia X1-01
- Nokia X2-00
- Nokia X2-01
- Nokia X3-00
- Nokia X3-02

### Dotykowe
- Nokia X5
- Nokia X6
- Nokia X6 8GB
- Nokia X6 16GB
- Nokia X7
- Nokia X71

## Nokia Lumia

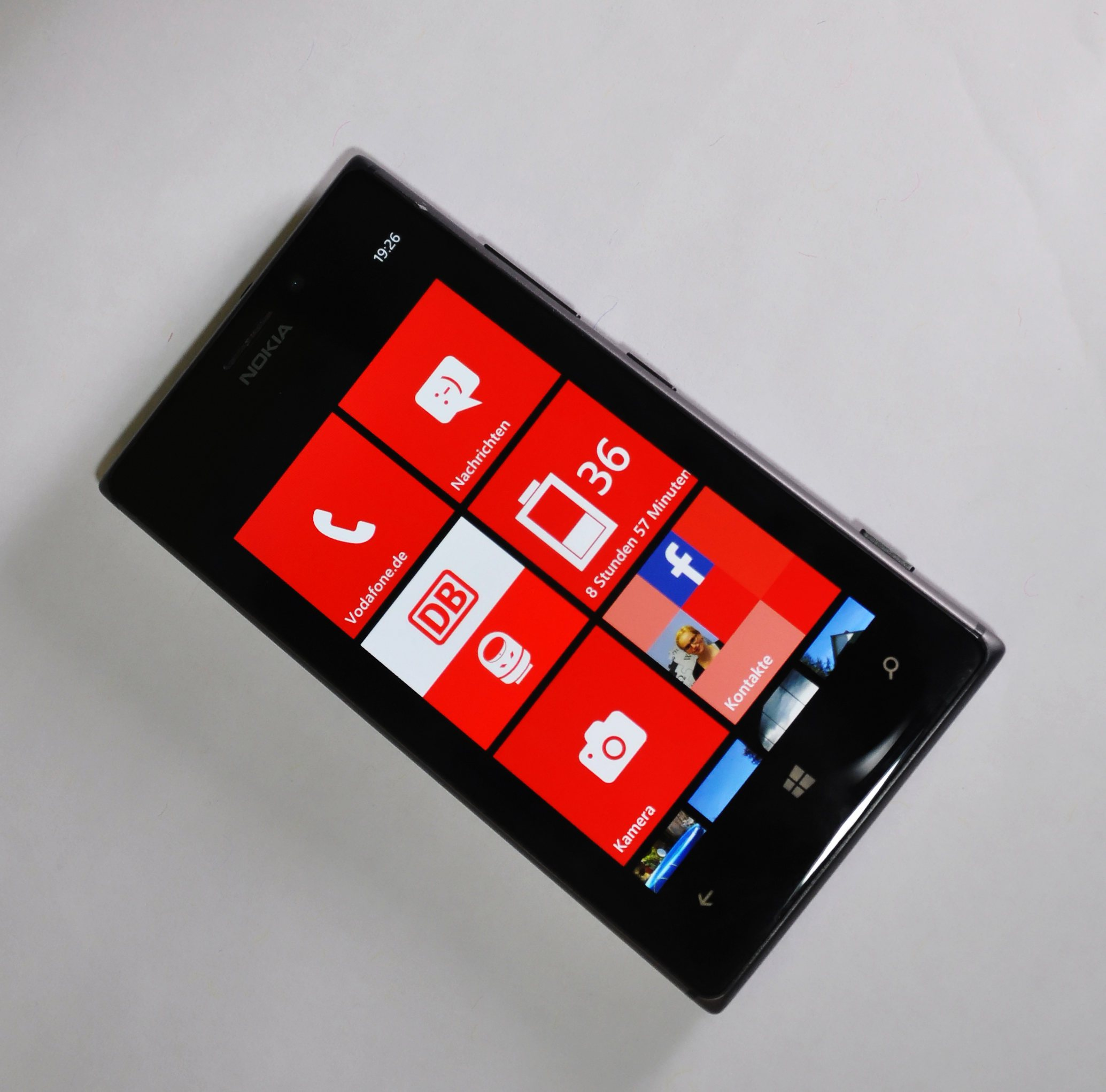
Nokia Lumia 925

### Dotykowe
- Nokia Lumia 510
- Nokia Lumia 520
- Nokia Lumia 520
- Nokia Lumia 530
- Nokia Lumia 610
- Nokia Lumia 620
- Nokia Lumia 625
- Nokia Lumia 630
- Nokia Lumia 710
- Nokia Lumia 720
- Nokia Lumia 730
- Nokia Lumia 800
- Nokia Lumia 820
- Nokia Lumia 830
- Nokia Lumia 900
- Nokia Lumia 920
- Nokia Lumia 925
- Nokia Lumia 930
- Nokia Lumia 1020

### Tablety
- Nokia Lumia 1320
- Nokia Lumia 1520

## Android
- Nokia 1
- Nokia 2
- Nokia 2.1
- Nokia 3
- Nokia 3.1
- Nokia 5
- Nokia 5.1
- Nokia 6
- Nokia 6.1
- Nokia 7
- Nokia 7.1
- Nokia 8
- Nokia 8.1
- Nokia 8 plus
- Nokia 9 PureView
- Nokia 10 plus

## Z monochromatycznym wyświetlaczem
- NMT 450i
- NK402
- NK503
- NK702

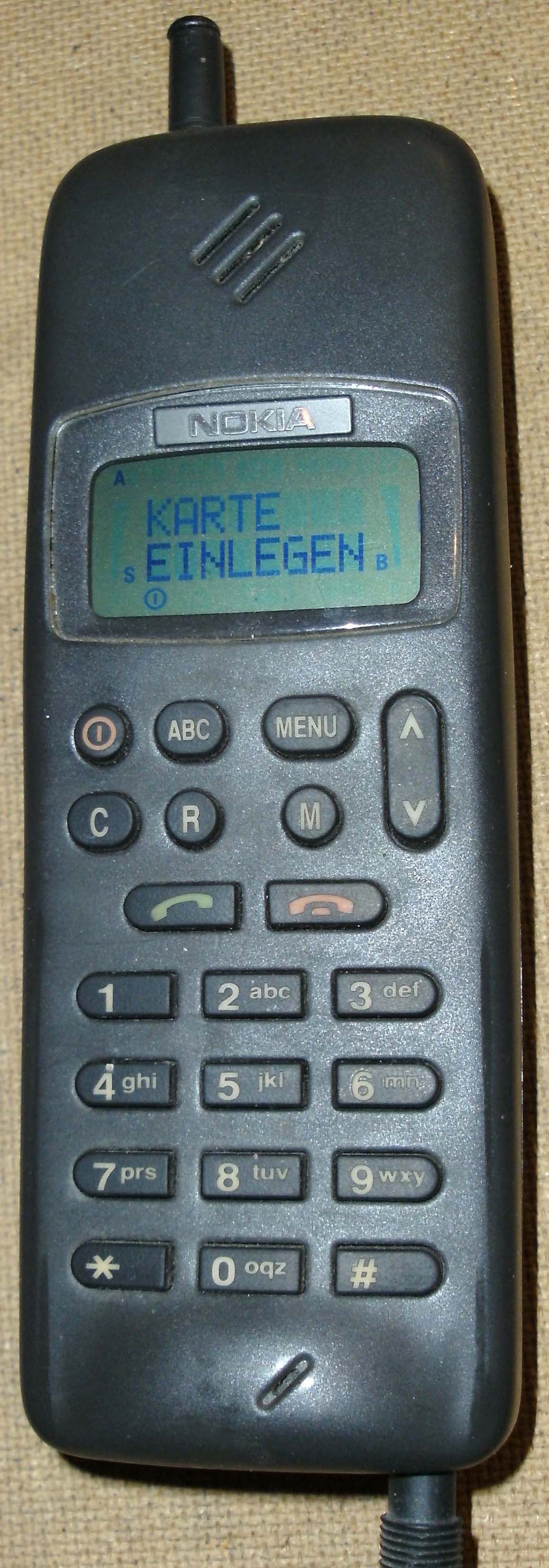
Nokia 1011

- Nokia 1011 - Pierwszy mikrotelefon firmy Nokia
- Nokia 1100
- Nokia 1101
- Nokia 1110
- Nokia 1112
- Nokia 1116
- Nokia 1200
- Nokia 1202
- Nokia 1280
- Nokia 1610
- Nokia 2100
- Nokia 2110
- Nokia 2140
- Nokia 2190
- Nokia 2280
- Nokia 2300
- Nokia 3210
- Nokia 3210e
- Nokia 3210i
- Nokia 3260
- Nokia 3285
- Nokia 3310
- Nokia 3310e
- Nokia 3315
- Nokia 3320
- Nokia 3330
- Nokia 3350
- Nokia 3360
- Nokia 3390
- Nokia 3395
- Nokia 3410
- Nokia 3510
- Nokia 3610
- Nokia 3810
- Nokia 5110
- Nokia 5110i
- Nokia 5120
- Nokia 5125
- Nokia 5146
- Nokia 5148
- Nokia 5160
- Nokia 5165
- Nokia 5170
- Nokia 5180
- Nokia 5185
- Nokia 5190
- Nokia 5210
- Nokia 5510
- Nokia 6090
- Nokia 6110
- Nokia 6110i
- Nokia 6130
- Nokia 6138
- Nokia 6150
- Nokia 6150e
- Nokia 6161
- Nokia 6162
- Nokia 6185
- Nokia 6188
- Nokia 6190
- Nokia 6200
- Nokia 6210
- Nokia 6210e
- Nokia 6250
- Nokia 6310
- Nokia 6310i
- Nokia 6510
- Nokia 7110
- Nokia 8110
- Nokia 8210
- Nokia 8250
- Nokia 8270
- Nokia 8280
- Nokia 8290
- Nokia 8310
- Nokia 8810
- Nokia 8850
- Nokia 8855
- Nokia 8890
- Nokia 8910
- Nokia 9000 Communicator
- Nokia 9110 Communicator
- Nokia Ringo